# A.O. Kolossos Rodou
L'A.O. Kolossos Rodou è una società cestistica avente sede a Rodi, in Grecia. Il Club è stato fondato nel 1963 ed inizialmente si occupava anche di pallavolo e judo. Oggi l'attenzione del club è mirata soprattutto alla squadra di basket. Gioca nel campionato greco.
Disputa le partite interne nel Kallithea Palais des Sports, che ha una capacità di 3.400 spettatori.

## Storia
A causa dell'isolamento geografico e delle limitate capacità finanziarie, per la maggior parte della sua storia il club non è stato in grado di competere ad alti livelli.
Nel 2000 il destino della squadra cambia quando Kostas Kostaridis diventata presidente della società. Kostaridis cambia quasi tutta la gestione del club e dichiara che l'obiettivo immediato della squadra era di risalire nei vai livelli del campionato greco.
Nel 2003 la squadra viene promossa nella divisione greca di Lega 2. Nella stagione 2004-05, il Kolossos vince il campionato ed è promosso al massimo campionato di basket professionista greco.

## Roster 2021-2022
Aggiornato al 25 agosto 2021.
|    | Naz.                   | Ruolo | Sportivo             | Anno | Alt. | Peso | Note |
| -- | ---------------------- | ----- | -------------------- | ---- | ---- | ---- | ---- |
| 4  | Grecia (bandiera)      | P     | Vasilīs Xanthopoulos | 1984 | 188  | 93   |      |
| 12 | Grecia (bandiera)      | AP    | Sōtīrīs Mpillīs      | 1996 | 201  | 91   |      |
|    | Grecia (bandiera)      | C     | Manos Chatzīdiakīs   | 2000 | 208  | 96   |      |
|    | Grecia (bandiera)      | C     | Nikos Kampourīs      | 1992 | 206  | 102  |      |
|    | Stati Uniti (bandiera) | P     | Ty Lawson            | 1987 | 180  | 88   |      |
|    | Grecia (bandiera)      | AG    | Vaggelīs Margaritīs  | 1982 | 203  | 113  |      |
|    | Slovenia (bandiera)    | GA    | Blaž Mesiček         | 1997 | 197  | 87   |      |
|    | Stati Uniti (bandiera) | AG    | Shonn Miller         | 1993 | 201  | 98   |      |
|    | Grecia (bandiera)      | G     | Aggelos Mirosavits   | 2002 | 192  |      |      |
|    | Serbia (bandiera)      | G     | Stefan Momirov       | 1999 | 198  | 87   |      |
|    | Grecia (bandiera)      | G     | Stergios Prapas      | 2002 | 198  |      |      |
|    | Grecia (bandiera)      | A     | Diamantīs Slaftsakīs | 1994 | 202  | 88   |      |
|    | Francia (bandiera)     | AG    | Kim Tillie           | 1988 | 210  | 105  |      |
|    | Stati Uniti (bandiera) | G     | Kenny Williams       | 1996 | 193  | 84   |      |

### Staff tecnico
| Allenatore: | Īlias Kantzourīs                   |
| Assistente: | Giōrgos Sigalas, Giannīs Geōrgalīs |

## Palmarès
- A2 Ethniki: 1

2004-2005

## Cestisti
- Kōstas Charisīs 2008-2012
- Bryan Defares 2005-2006